# Sulejman Paša (syn Orhana)
Sulejman Paša (? – 1357) byl synem sultána Orhana, druhého vládce nově vzniklé Osmanské říše. Hrál důležitou roli v osmanské expanzi do Thrákie v 50. letech 13. století. Zemřel na lovu při nehodě v roce 1357.